# 池田彦七
池田 彦七（いけだ ひこしち、? - 享保18年9月26日（1733年11月2日））は、江戸時代中期の農民。

## 経歴・人物
讃岐大川郡落合村の名主。
享保16から17年（1731年から32年）の水害により凶作続きで困窮した農民の代表として享保17年に当時の高松藩主松平頼豊に租税軽減を直訴する。要求は受け入れられたが越訴の罪で彦七は処刑された。
彦七は他にも自らの家財を売り農民を助けたなどの功績で知られ、「池田義民」や「義民さん」として称えられ、東かがわ市落合にある池田神社に祀られている。